# 俄罗斯套娃
俄罗斯套娃（俄语：матрёшка）是俄罗斯特产木制玩具，一般由多个一样图案的空心木娃娃一个套一个组成，一般在六个以上。娃娃通常为圆柱形，底部平坦可以直立。最普通的图案是一个穿着俄罗斯服装的姑娘，叫做“玛特廖什卡”，这也成为这种娃娃的通称。早期俄羅斯農村常用的女子名Matryona，拉丁字源是mater「母親」，因此俄羅斯娃娃又有生育的含意。英文為「Russian nesting doll」，但后来也有用童话中的人物形象做的，近些年来，戈尔巴乔夫的形象也被做成套娃娃，后来发展到勃列日涅夫、赫鲁晓夫、斯大林甚至列宁等政治人物也成为套娃娃的形象。

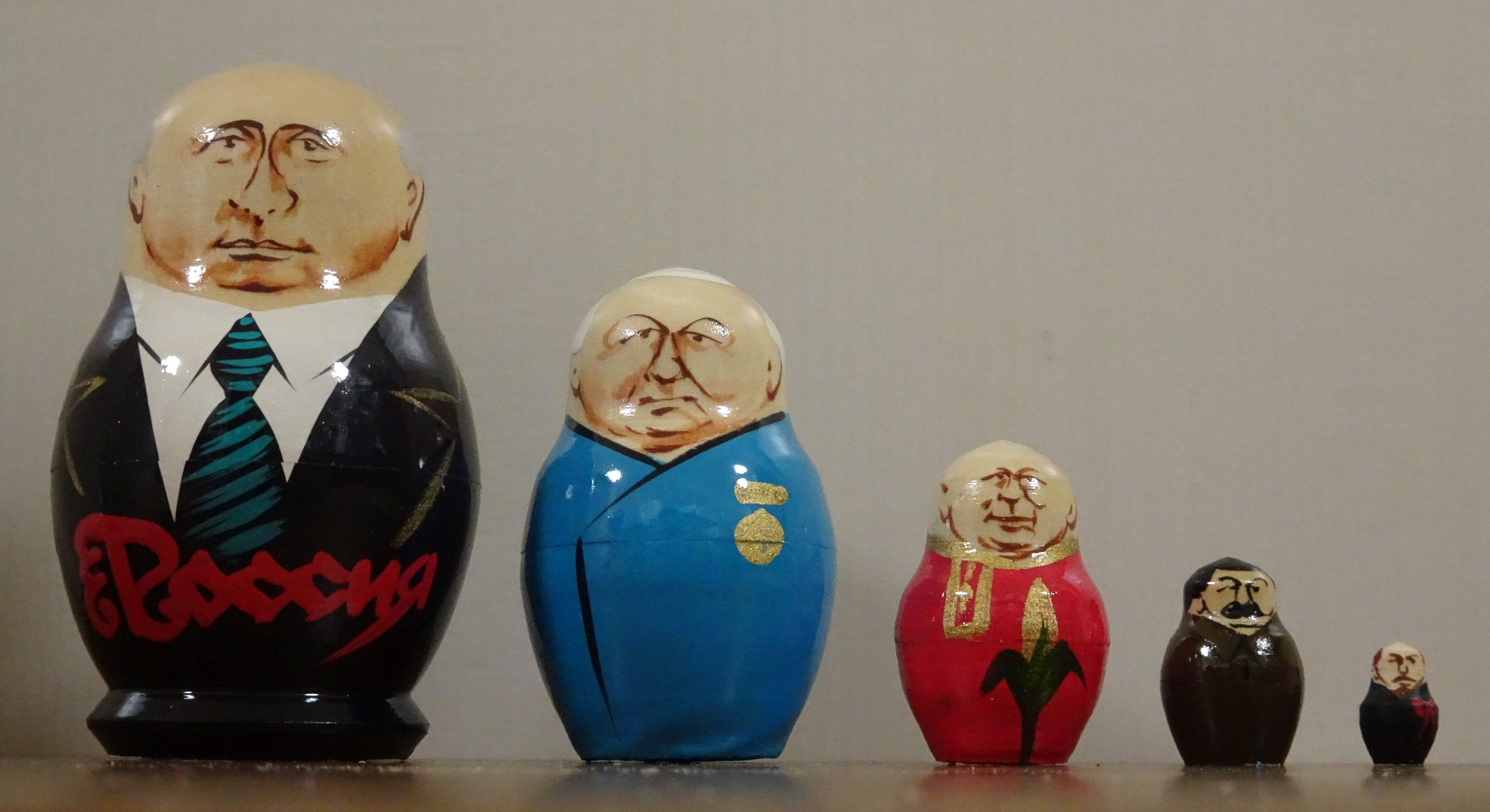
俄罗斯最高领导人套娃

套娃在1890年在俄罗斯出现，以前俄罗斯就有木制的套苹果和复活节彩蛋，复活节彩蛋是一个王冠，套着一只母鸡，母鸡套着一只蛋，蛋里面还套着一个蛋黄。据说画家马留丁见到一套七福神的玩具，最外面是秃头的寿星，里面套着七个神像，他受到启发，设计了一套玩具，由匠人斯维朵什金刻制，他自己画的，是一个姑娘套着一个小伙子，再套一个姑娘等，最后是一个婴儿。
1900年，马留丁的妻子将这套娃娃提交到的世界博览会，得了奖，很快俄罗斯各地都开始制造这种娃娃。而且形象逐渐统一到玛特罗什卡，现在已经成为俄罗斯纪念品的形象，其他北欧国家甚至也有制作出售的，不过这个姑娘的服装还是俄罗斯的民族服装。

## 相關文化
- 在网络上，套娃也指将一个迷因用递归的方式嵌套复述，或是某种服务层层收费的现象。
- 2023年嗶哩嗶哩拜年祭上推出的電影《瑪特罗什卡》即以套娃为核心，貫穿整個故事。

## 图集

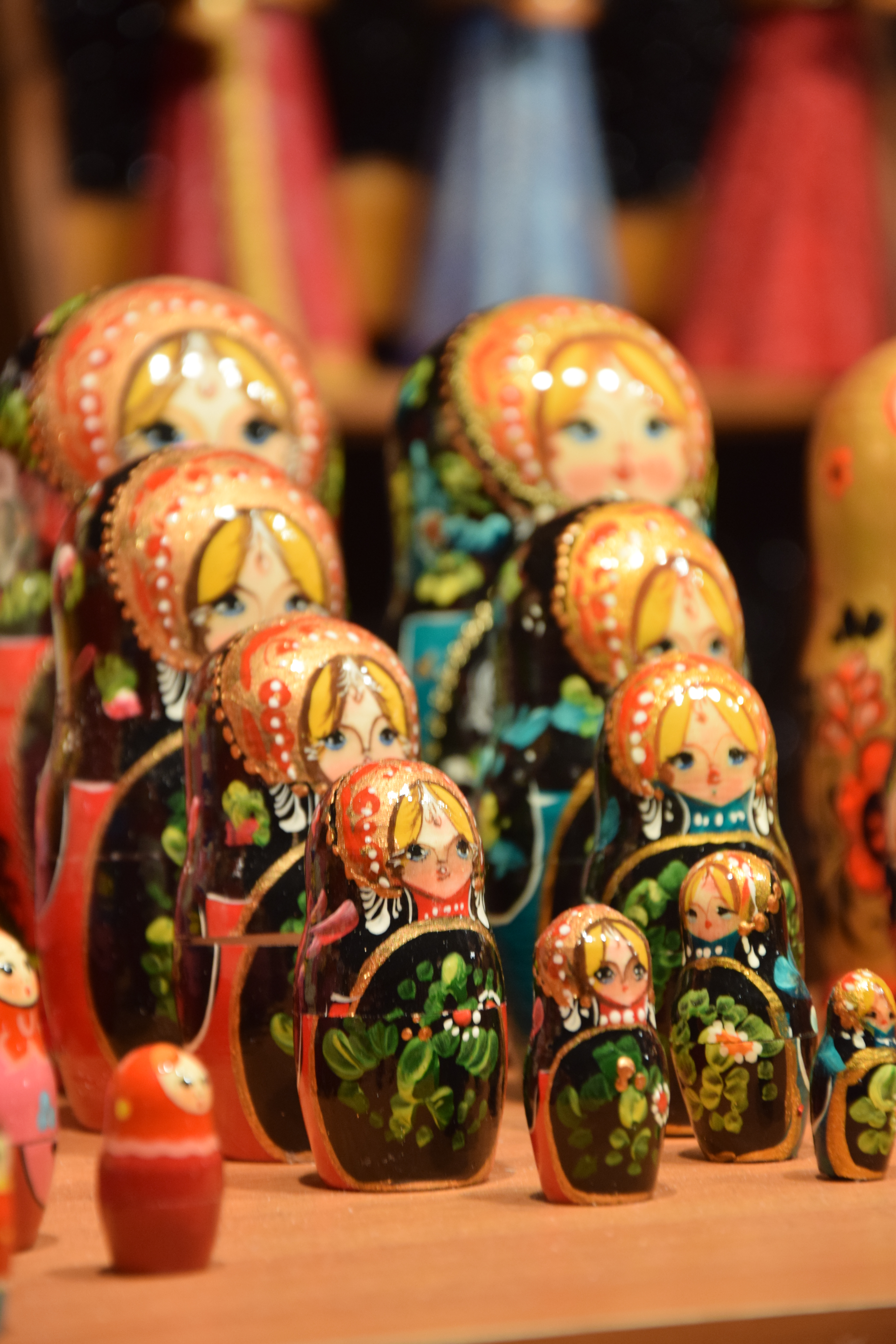
两组套娃
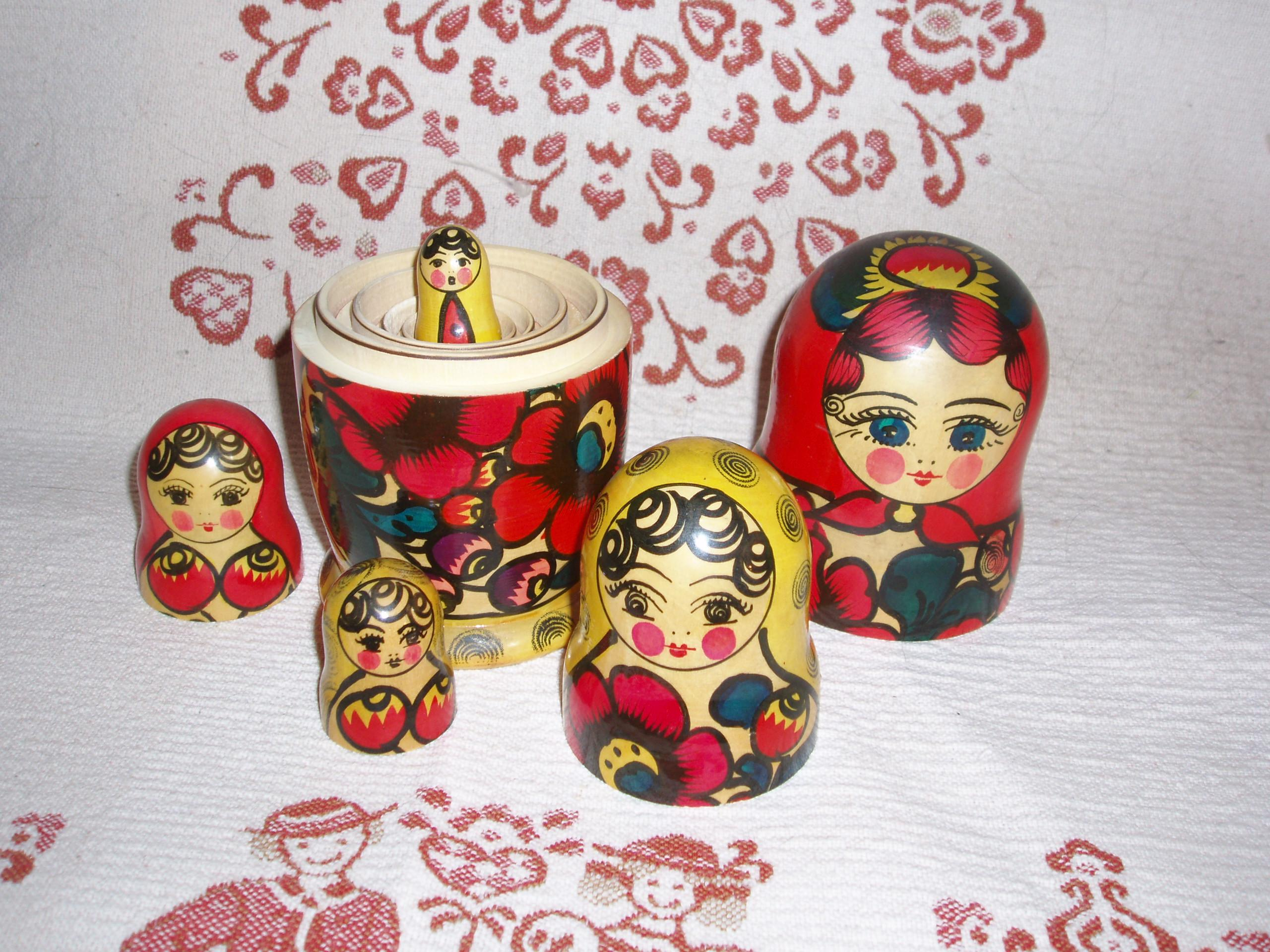
一組套娃（5個）
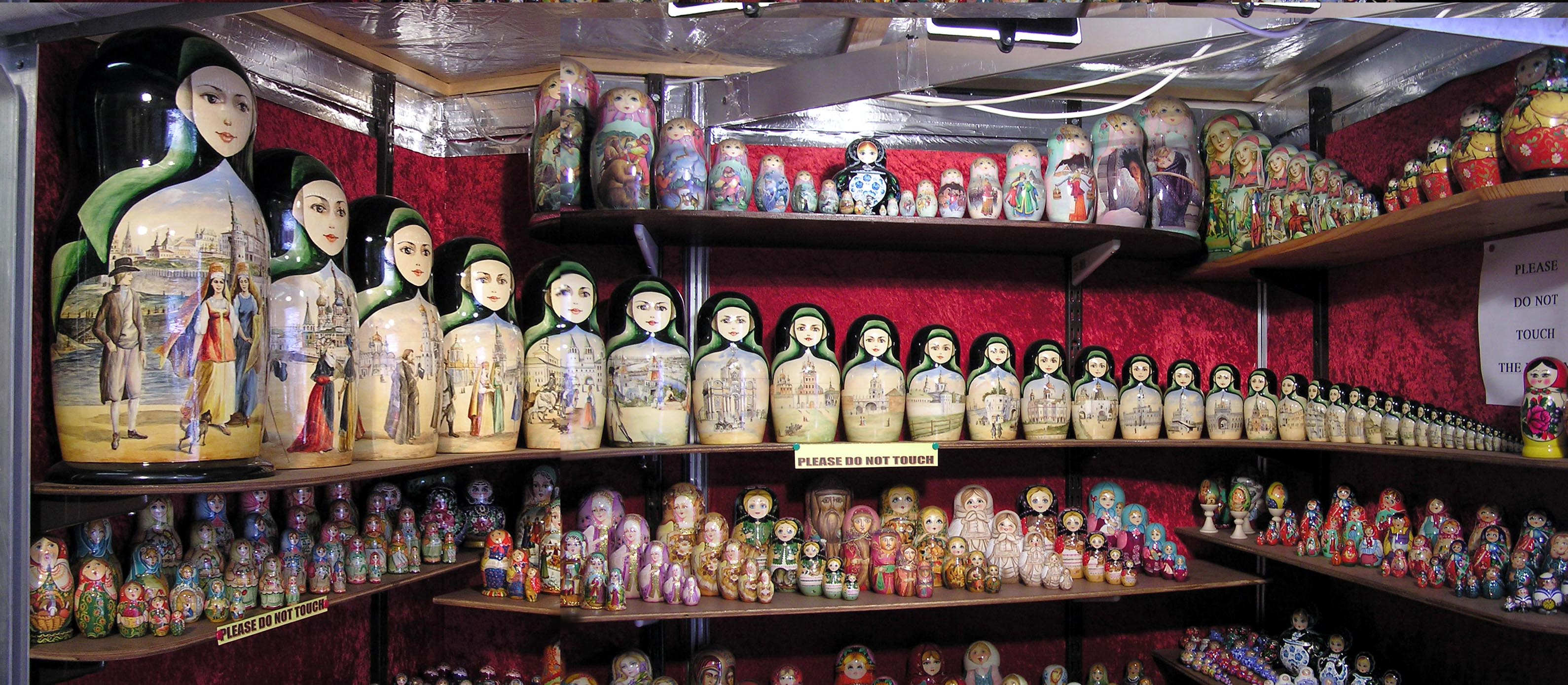
一組套娃（37個）
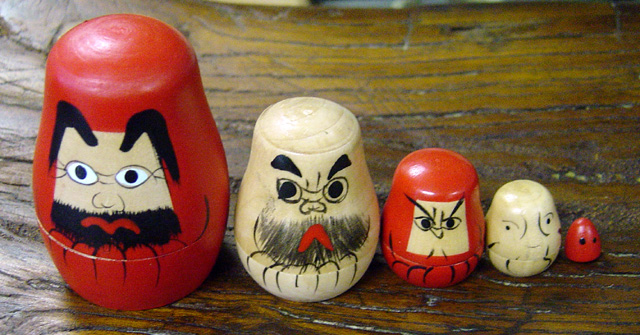
日本套娃娃
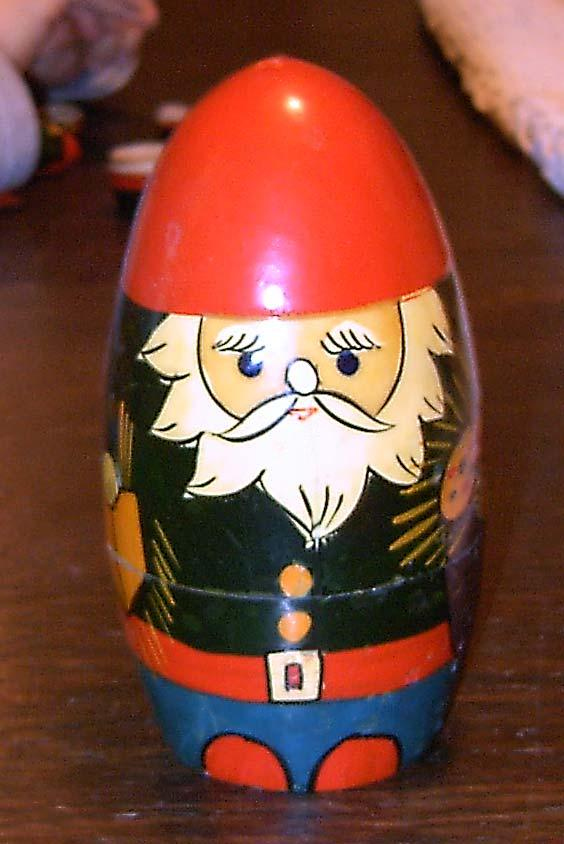
杰多乌什卡

## 外部連結
- http://webreading.ru/sf_/sf/boris-vorobev-gde-ona-zolotaya-baba.html/ （页面存档备份，存于）,
- http://www.outdoors.ru/round/60/1960_1_26.php （页面存档备份，存于）,
- （页面存档备份，存于）
- http://yaroslav-gunin.livejournal.com/308256.html[] （页面存档备份，存于）,